# Suwallia bimaculata
Suwallia bimaculata är en bäcksländeart som först beskrevs av Okamoto 1912.  Suwallia bimaculata ingår i släktet Suwallia och familjen blekbäcksländor. Inga underarter finns listade i Catalogue of Life.